# Макаров, Николай Геннадьевич
Николай Геннадьевич Макаров (8 января 1925, Вологодская губерния — 19 августа 1975, Чита) — советский хозяйственный, государственный и политический деятель.

## Биография
Родился 8 января 1925 года в селе Славянка Череповецкой губернии. В 1931 году семья переехала в Вологду, затем, в 1935 году – в Бодайбо Иркутской области, где отец работал в шахте.
Окончил Нижне-Бодайбинскую среднюю школу №10 в 1942 году; курсы авто-тракторных механиков в 1-м отдельном батальоне связи Народного комиссариата обороны СССР в 1945 году; 9-тимесячные курсы переподготовки руководящих партийных и советских работников при Читинском областном комитете ВКП(б) в 1949 году; Высшую партийную школу при ЦК КПСС (с отличием) в 1958 году (поступил в 1955).
После окончания школы работал в автогараже Мамаканской ТЭЦ сначала шофёром, затем механиком.
В 1943 году был призван в РККА. В августе-сентябре 1945 года принимал участие в войне с Японией во взводе управления командующего артиллерией дивизии, 210-й стрелковой дивизии Забайкальского фронта в качестве начальника радиостанции и командира отделения. После окончания войны, с октября 1945 до апреля 1948 года, проходил службу в войсках Забайкальского военного округа. Член ВКП(б) с 1947 года.
С 1948 года — на хозяйственной, общественной и политической работе. В 1948—1950 — в Читинском районном комитете ВКП(б), в мае 1950 — декабре 1961 — инструктор Читинского областного комитета ВКП(б). В декабре 1951 года на V окружной партийной конференции был избран секретарём Агинского Бурят-Монгольского окружного комитета ВКП(б). С 1958 года заведующий сектором Читинского областного комитета КПСС, в 1958—1960 — 1-й секретарь Акшинского районного комитета КПСС, в 1960—1962 — 1-й секретарь Борзинского районного комитета КПСС, в 1962—1963 — партийный организатор КПСС Борзинского производственного управления, в 1963—1964 — 1-й секретарь Агинского Бурятского окружного комитета КПСС, с 1964 до смерти в 1975 — секретарь Читинского областного комитета КПСС.
Избирался членом Читинского обкома КПСС, депутатом областного Совета депутатов трудящихся, был делегатом ΧΧII съезда КПСС.
В 1973 году, окончив заочную аспирантуру, защитил диссертацию на соискание учёной степени кандидата экономических наук по теме «Организационные, экономические и социальные вопросы развития овцеводства в Восточном Забайкалье».
Им были написаны книги: «Забайкальское овцеводство: проблемы и достижения»   и «Золотое руно Забайкалья» — о развитии тонкорунного овцеводства в Читинской области и внедрении передовых методов ведения тонкорунного овцеводства в колхозах и совхозах.
Умер в Чите в 1975 году.